# Mnesibulus andrewesi
Mnesibulus andrewesi är en insektsart som beskrevs av Lucien Chopard 1928. Mnesibulus andrewesi ingår i släktet Mnesibulus och familjen syrsor. Inga underarter finns listade i Catalogue of Life.